# Wai Si Li
Wai Si Li, conocido en Occidente como Wisely o Wesley (衛斯理 | cantonés: Wai Si Lei | mandarín: Wèi Sī Lǐ) es un personaje ficticio creado por el novelista y guionista chino I Kuang.
Wai es un escritor especializado en temas de ocultimo y fenómenos paranormales, que ha experimentado en primera persona en incontables ocasiones, desde viajes en el tiempo a contactos extraterrestres. I Kuang escribió alrededor de un centenar de relatos protagonizados por Wai. El personaje apareció por vez primera en 1965 en el periódico Ming Pao Daily News dentro de la colección "Wisely Series", siendo sus historias posteriormente recopiladas en varias novelas en Hong Kong y Taiwán. El éxito de la serie ha dado origen a cómics, películas y series de televisión. 

## Filmografía
- 1.The Seventh Curse 原振俠與衛斯理 (lit. El origen del caballero errante y Wai Si Li, 1986) de Lan Nai Tsai. Encarnado por Chow Yun Fat.
- 2.La leyenda de la Perla Dorada 衛斯理傳奇 (lit. La leyenda de Wai Si Li, 1987) de Teddy Robin Kwan. Encarnado por Sam Hui.
- 3.Bury Me High 衛斯理之霸王卸甲 (lit. El Señor se quita la coraza, de Wai Si Li, 1991) de Tsui Siu Ming. Encarnado por Chin Kar Lok.
- 4.The Cat 衛斯理之老貓 (lit. El anciano gato, de Wai Si Li, 1992) de Lan Nai Tsai. Encarnado por Waise Lee.
- 5.The Wesley's Mysterious File 衛斯理之藍血人 (lit. El de sangre azul, de Wai Si Li, 2002) de Andrew Lau. Encarnado por Andy Lau.

- Datos: Q24841763